# ورمز: ذا دايركتورز كت
ورمز: ذا دايركتورز كت (بالإنجليزية: Worms: The Director's Cut)‏ هي لعبة إستراتيجية مدفعية، وهي تكملة لـ ورمز، تم تطويرها بواسطة تيم17 ونشرتها أوشن سوفت وير. تمت برمجته بواسطة آندي ديفيدسون وتم إصدارها في عام 1997 لمنصة أميغا فقط.
فيتحكم اللاعب في فريق من الديدان ويتناوب في مهاجمة أي من أجهزة الكمبيوتر أو البشر الذين يتحكمون في الفرق الأخرى. تعتمد اللعبة على ورمز (1995) وتضيف تطورات رسومية ولعب مختلفة. تلقى ت اللعبة مراجعات إيجابية، لكنه باع فقط 5000 نسخة في جميع أنحاء العالم - ويرجع ذلك أساسًا إلى بيع اللعبة في نهاية عمر أميغا.

## أسلوب اللعب
تعمل ميزات اللعبة على تحويل القتال القائم على نفس أسلوب سابقتها. تحتوي اللعبة على عرض جانبي ثنائي الأبعاد لساحة المعركة حيث يقاتل اللاعبون الديدان ضد بعضهم البعض. يمكن لعب اللعبة ضد الكمبيوتر، أو مع سيطرة لاعبين متعددين على فرق مكونة من أربعة ديدان. يمكن للديدان استخدام أسلحة مختلفة، بعضها محدود الكمية. كل دودة لديها مقياس حياة والفريق مع آخر دودة على قيد الحياة هو الفائز.
تؤثر المناظر الطبيعية في ساحة المعركة على أسلوب المعركة التي تحدث. على غرار ورمز، تقوم اللعبة بإنشاء مناظر طبيعية في مجموعة من الأنماط مثل «الثلج» أو «الشاطئ». تضيف اللعبة أيضًا مصمم المستوى الذي يسمح للاعب بتصميم ساحات القتال الخاصة به. هناك العديد من الإعدادات والخيارات التي تسمح للاعب بتخصيص طريقة خوض المعركة. وتشمل هذه تغيير قوة وتوافر الأسلحة، وزيادة أو تقليل الحدود الزمنية وتعديل إعدادات المناظر الطبيعية.

## التطوير
تمت برمجة اللعبة بواسطة آندي ديفيدسون وعزز المحرك والرسومات وطريقة اللعب للديدان الأصلية. تم تطوير اللعبة فقط لأنظمة أميغا ذات هندسة الرسومات المتقدمة ولذلك تم تصميمها للاستفادة من الرسومات الأكثر تقدمًا التي يمكن أن تنتجها هذه الأنظمة. أراد ديفيدسون تحسين ورمز الأصلية إلى أفضل جودة ممكنة: «ما أحاول القيام به هنا هو إنشاء أفضل لعبة أميغا على الإطلاق. ستكون أيضًا أفضل نسخة من ورمز الأصلية المتاحة على أي منصة.»
تمت إضافة 14 سلاحًا جديدًا في ذا دايركتورز كت، بما في ذلك قنبلة اليد المقدسة، الشائعة في سلسلة ورمز بعد ذلك. كما حدثت تطورات في خرائط المستوى. تم دعم مستويات «الكهف»، مما سمح بلعب المباريات داخل الكهف. تتميز اللعبة أيضًا بمحرر مستوى أسلوب «الكتابة على الجدران» بحيث يمكن للاعب تصميم مستوياته الخاصة مع قيود قليلة. كانت هناك أيضًا تطورات رسومية مع زيادة عدد الألوان على الشاشة إلى 300. تتميز اللعبة بتسعة مستويات لتمرير المنظر.
في 1 يونيو 2018، نشر صانع الألعاب آندي ديفيدسون لقطة شاشة لشاشة عنوان اللعبة على إنستغرام مع رقم إصدار محدث 1.5 ألفا وتاريخ الإصدار 2 مايو 2018.

## التقييم
| التقييم                                                   |      |
| --------------------------------------------------------- | ---- |
| نتائج المراجعة نشرة نقاط سي يو أميغا 91% أميغا فورمات 90% |      |
| نتائج المراجعة                                            |      |
| نشرة                                                      | نقاط |
| سي يو أميغا                                               | 91%  |
| أميغا فورمات                                              | 90%  |

تم تقييم اللعبة بشكل جيد من قبل النقاد، حيث منحت أميغا فورمات وسي يو أميغا اللعبة 90٪ و 91٪ على التوالي. تم النظر إلى اللعبة على أنها تحسين لميزات اللعبة الأصلية، حيث تم الإشادة بالعديد من عناصر اللعب. كما لقيت التطورات في العرض انتقادات إيجابية، ولا سيما تم إبراز الطبقات الرسومية المضافة كمثال على «التصحيح التجميلي». على الرغم من المراجعات الإيجابية، باعت اللعبة 5000 نسخة فقط في جميع أنحاء العالم.